# Tabanus ochros
Tabanus ochros är en tvåvingeart som beskrevs av Schuurmans Stekhoven 1926. Tabanus ochros ingår i släktet Tabanus och familjen bromsar.
Artens utbredningsområde är Thailand. Inga underarter finns listade i Catalogue of Life.